# Vrejlev Sogn
Vrejlev Sogn er et sogn i Hjørring Søndre Provsti (Aalborg Stift).
I 1800-tallet var Hæstrup Sogn anneks til Vrejlev Sogn. Begge sogne hørte til Børglum Herred i Hjørring Amt. Vrejlev-Hæstrup sognekommune blev ved kommunalreformen i 1970 indlemmet i Hjørring Kommune.
I Vrejlev Sogn ligger Vrejlev Kirke.
I sognet findes følgende autoriserede stednavne:
- Bastholm (bebyggelse)
- Fuglsang (bebyggelse, ejerlav)
- Galgebakke (areal)
- Græshede (bebyggelse, ejerlav)
- Grønnerup (bebyggelse, ejerlav)
- Guldager (bebyggelse, ejerlav)
- Guldager Hede (bebyggelse)
- Guldager Mark (bebyggelse)
- Gunderup (bebyggelse, ejerlav)
- Gunderup Hede (bebyggelse)
- Gønderup (bebyggelse, ejerlav)
- Harken (bebyggelse)
- Hæstrup Mølleby (bebyggelse)
- Høgsted (bebyggelse, ejerlav)
- Høgsted Mark (bebyggelse)
- Krogholm (bebyggelse)
- Lennestved (bebyggelse, ejerlav)
- Lie Gårde (bebyggelse, ejerlav)
- Lund (bebyggelse)
- Lundgårde (bebyggelse)
- Lundmark (bebyggelse)
- Mynderup (bebyggelse, ejerlav)
- Møllebæk (vandareal)
- Nørtjæret Mark (bebyggelse)
- Poulstrup (bebyggelse, ejerlav)
- Rakkeby Å (vandareal)
- Rærup (bebyggelse)
- Rønnebjerg (bebyggelse, ejerlav)
- Rønnebjerg Hede (bebyggelse)
- Rønnovsholm Mark (bebyggelse)
- Sønderbroen (bebyggelse, ejerlav)
- Sønderbroen Mark (bebyggelse)
- Tofthuse (bebyggelse)
- Tollestrup (bebyggelse, ejerlav)
- Tollestrup Hede (bebyggelse)
- Vrejlev Mark (bebyggelse)
- Vrejlev Mølle (bebyggelse, ejerlav)
- Vrejlev kloster (ejerlav, landbrugsejendom)
- Ålborghøj (areal)
- Årup (bebyggelse, ejerlav)

Der har i sognet været et gods ved navn Havreholm.